# Istoria Ucrainei
Teritoriul Ucrainei a fost unul dintre centrele cele mai importante ale culturii slave timpurii din Evul Mediu, mai înainte ca teritoriul locuit de înaintașii ucrainenilor din ziua de azi să fie împărțit între puterile vecine. Teritoriul Ucrainei a fost locuit în mod sigur începând din anul 5.000 î.Hr. și este unul dintre leagănele posibile pentru formarea familiilor limbilor proto-indo-europene.

## Rusia Kieveană
Istoricul ucrainean Mihailo Grușevski a afirmat că orașul Kiev a fost fondat în perioada în care zona traversată de cursul mijlociu al Niprului era parte a statului Hazaria. El a ajuns la o asemenea concluzie pornind de la legendele transmise pe cale orală, în condițiile în care nu s-a păstrat nicio atestare documentară care să certifice data la care a fost fondată viitoarea capitală a Ucrainei. Istoricul a presupus că, în condițiile creștinării Rusiei Kievene și, mai târziu, a ocupării și fragmentării teritoriului ei, toate documentele religioase și istorice vechi au fost distruse. Hazari au pierdut Kievul în 882, orașul fiind cucerit de conducătorul vareg Oleg, care a pus bazele dinastiei Rurikide. În acea  perioadă, teritoriul Ucrainei era locuit de mai multe triburi slave (polanii, drevlianii, severianii, ulicii, tiverianii, croații albi și dulebeții). Kievul era plasat la intersecția unor importante rute comerciale și a prosperat ca centru politico-economic al Rusiei Kievene.
Rusia Kieveană era în secolul al XI-lea cel mai întins stat din Europa. El era cunoscut și cu numele de Rutenia (denumirea latină pentru rusi). „Rutenia” a fost folosit după invazia mongolă pentru desemnarea teritoriilor occidentale, desprinse din Rusia Kieveană. Numele „Ukraina” apare pentru prima oară în cronicile secolului al XII-lea, iar pe hărțile politice ale estului Europei apare pentru prima oară în secolul al XV-lea.
Originea acestui cuvânt este explicată de etimologi ca provenind dintr-un cuvânt slav vechi, care ar fi însemnat „teritoriu ” sau „ținut de frontieră” ). Această ipoteză a fost acceptată de istoricii secolelor al XIX-lea și al XX-lea. Cercetători precum H. P. Pivtorak au considerat însă că numele „Ukraina” poate fi tradus prin „cnezat” sau „teritoriu”. Pivtorak a constatat că denumirea „Ukraina” a apărut în numeroase documente medievale, ea putând fi asociată cu cuvintele din limbile moderne slave: krajina (ucraineană), kraina belarusă, krai (rusă) și kraj (poloneză), toate având înțelesul de „teritoriu”. Termenul „Rutenia Mare” a fost aplicat unor teritorii întinse guvernate de principii din Kiev, care includea și regiuni nord-estice ale cnezatului, locuite de popoarele fino-ugrice. În mijlocul teritoriului slav al Ruteniei au apărut subdiviziuni printre care „Rutenia Albă” (Belarus), „Rutenia Neagră” și „Rutenia Roșie” în nord-vestul și vestul Ucrainei.
Deși creștinismul și-a făcut simțită prezența pe teritoriul Ucrainei mai înainte de primul conciliu ecumenic de la Niceea (325), în special de-a lungul țărmului Mării Negre și în vest, în timpul existenței Moraviei Mari, acceptarea oficială a acestei religii în Rutenia a avut loc în 988. Factorul hotărâtor al procesului de creștinare al Rusiei Kievene a fost domnia marelui cneaz Vladimir cel Mare. Bunica sa, cneaghina Olga, a fost cea care i-a trezit interesul pentru creștinism.
Fundamentele legale ale slavilor de răsărit au fost puse de Iaroslav I cel Înțelept, cel care a publicat colecția de legi Pravila rusă. Aceste legi au rezistat ocupației lituanieno-polone a teritoriilor rutene.
Conflictele dintre diferitele cnezate ale Ruteniei, au făcut ca, în ciuda eforturilor marelui cneaz Vladimir Monomahul, Rusia Kieveană să înceapă un lung proces de destrămare. În regiunea Kievului au apărut cnezatete Galiției șiVolîniei. În nord a apărut pentru prima oară în documentele istorice numele Moscovei ca oraș al cnezatului Vladimir-Suzdal, cel care avea să fie leagănul viitorului stat Rusia. În nord-vest, cnezatul Poloțk a asigurat prima formă statală a Belarusului. În 1169, Kievul a fost jefuit de cnezatul Vladimirului, pentru ca mai apoi să fie pustiit de atacurile cumanilor și mongolilor din secolele al XII-lea și al XIII-lea. În cele din urmă, toate statele de pe teritoriul Ucrainei au fost subjugate de mongoli (1239–1240). Kievul a fost jefuit de mongoli în 1240. Proporțiile distrugerilor mongole au fost atât de mari, încât, la cinci ani după acest eveniment, trimisul Papei, Giovanni da Pian del Carpine avea să noteze că, de-a lungul drumului său prin Ucraina a întâlnit numeroase oseminte umane împrăștiate pe câmpuri, populația orașelor fusese nimicită aproape în întregime, iar cei rămași îndurau jugul aspru al cuceritorului.

## Cnezatul Galiției-Volânia
Cnezatul Galiției-Volânia a fost unul dintre statele succesoare ale Rusiei Kievene, moștenind o parte a acesteia.
Vladimir cel Mare înființase în timpul domniei sale orașele Halici și  Ladomir (care și-a schimbat numele mai târziu în Volodimer), care urmau să funcționeze pe post de capitale regionale în vestul Ucrainei. Galiția-Volânia a fost condus de descendenții lui Iaroslav cel Înțelept și Vladimir Monomahul. În zonă au început să se manifeste două puteri regionale Regatul Poloniei și Marele Ducat al Lituaniei, cu care Galiția-Volânia a intrat în conflict. Galiția-Volânia a avut în această perioadă conflicte armate și cu un alt stat succesor al Rusiei Kievene, cnezatul Cernihiv. Galiția-Volânia a ajuns la apogeul puterii odată cu extinderea controlului asupra teritoriilor Moldovei și Valahiei, timp în care a controlat o bună parte a teritoriilor de-a lungul țărmurilor Mării Negre. În această perioadă, (aproximativ 1.200 – 1.400), statele succesoare ale Rusiei Kievene s-au bucurat de independență pentru perioade mai lungi sau mai scurte de timp. Galiția-Volânia a trecut sub suzeranitatea Imperiului Mongol, dar cnejii locali au încercat tot timpul să câștige sprijinul puterilor europene pentru recucerirea independenței. În această perioadă a fost proclamat primul „Rege al Rutenilor”, până atunci conducătorii rușilor fiind numiți Mari Cneji”, sau Cneji”.

## Secolul al XIV-lea
Vedeți și: Hoarda de Aur
În timpul secolului al XIV, Polonia și Lituania au purtat o serie de războaie împotriva mongolilor, iar cea mai mare parte a Ucrainei a trecut sub controlul acestor două puteri. Mai precis, teritoriile Volîniei din nord și nord vest au trecut sub controlul lituanienilor, iar sud-vestul  a trecut sub controlul Poloniei (Galiția) și Ungariei (Rutenia Transcarpatică).
Cea mai mare parte a Ucrainei forma teritoriile de graniță ale Lituaniei. Din acest motiv, etimologii consideră că numele Ucrainei s-ar trage dintr-un termen local, care însemna „graniță”, deși numele „Ukraina” a fost folosit și în perioada în care aceste teritorii nu făceau parte din statul lituanian. Lituania a preluat controlul Volîniei din nordul și nord-vestul Ucrainei, inclusiv regiunea din jurul Kievului. Marii duci ai Lituaniei au luat și titlul de „conducător al Ruteniei”. Polonia a preluat controlul asupra Galiției. După actul de unire dintre Polonia și Lituania, regiunea a fost colonizată cu polonezi, germani, armeni și  evrei.

## Uniunea statală polono-lituaniană
Regatul Poloniei
     Ducatul Prusiei, fief polonez
     Marele Ducat al Lituaniei
     Ducatul Curlandei, fief lituanian
     Livonia

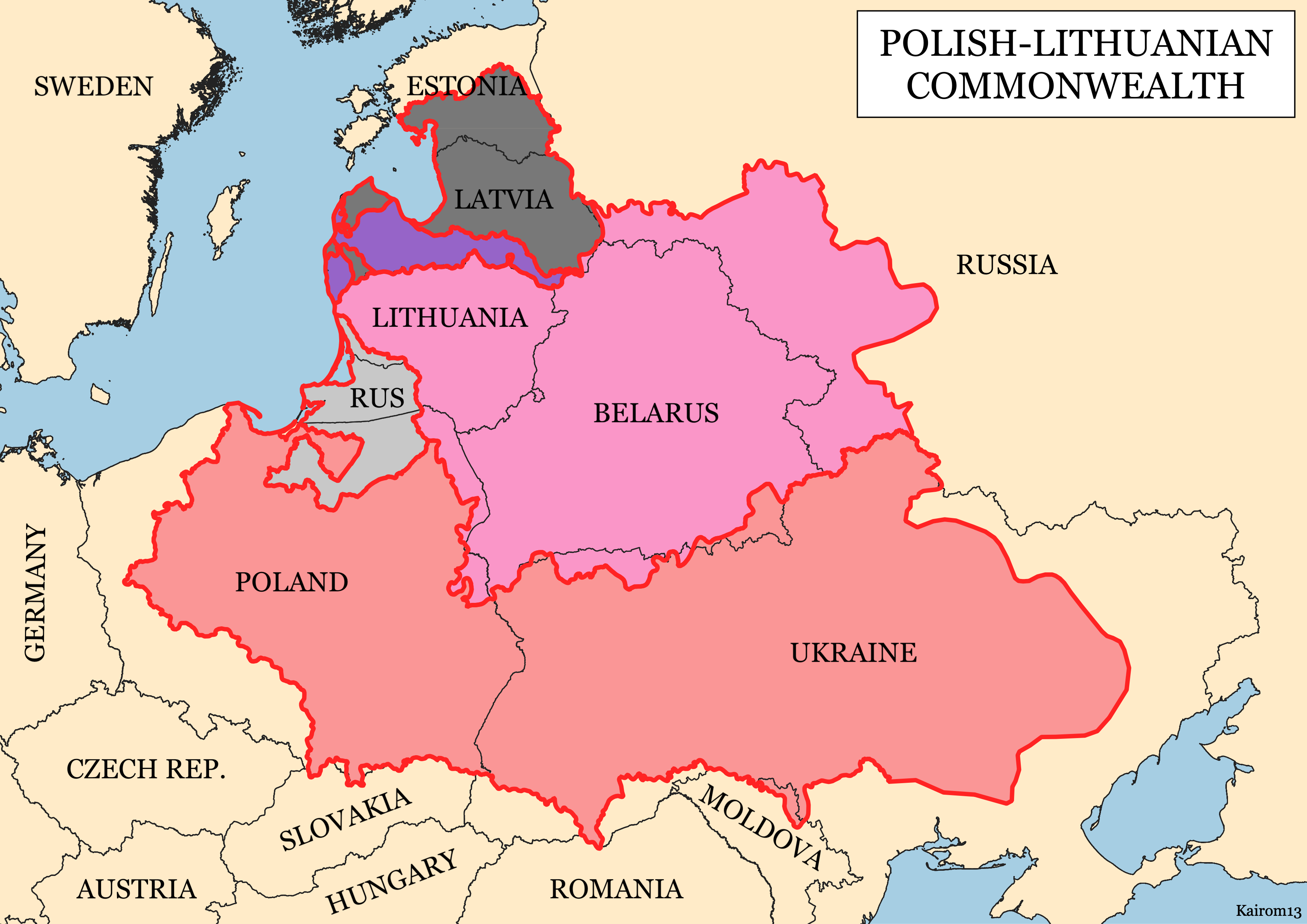
Harta Rzeczpospolitei cu principalele sale subdiviziuni în 1619, suprapusă peste granițele contemporane
Regatul Poloniei
Ducatul Prusiei, fief polonez
Marele Ducat al Lituaniei
Ducatul Curlandei, fief lituanian
Livonia

După Uniunea de la Lublin din 1569 și formarea Uniunii polono-lituaniene, Ucraina a trecut sub administrarea poloneză, devenind parte a teritoriilor Coroanei poloneze. În perioada imediat următoare creării Rzeczpospolitei, efortul de colonizare a teritoriului ucrainean a fost sporit. Au fost înființate numeroase orașe și sate noi. Au fost înființate școli noi, care răspândeau ideile Renașterii. Țăranii  polonezi care au fost colonizați în regiune în număr mare s-au amestecat rapid cu populația locală. În acest timp însă, nobilimea ucraineană s-a polonizat și o parte a trecut la catolicism. Țărănimea ruteană a rămas însă preponderent ortodoxă, ceea ce a dus la apariția unor tensiuni religioase și sociale.
Țăranii ruteni (ucraineni, dar și de alte naționalități), care au fugit pentru a nu ajunge iobagi, au devenit cunoscuți cu numele de cazaci. Aceștia din urmă și-au câștigat un renume de războinici aprigi. O parte a cazacilor (cazaci înregistrați) a fost angajată de statul polono-lituanian pentru apărarea granițelor sud-estice împotriva tătarilor și pentru asigurarea unui contingent important al cavaleriei ușoare. Cazacii au luat parte la campaniile polono-lituanieni împotriva tătarilor, rușilor sau turcilor.

## Independența teritoriilor căzăcești

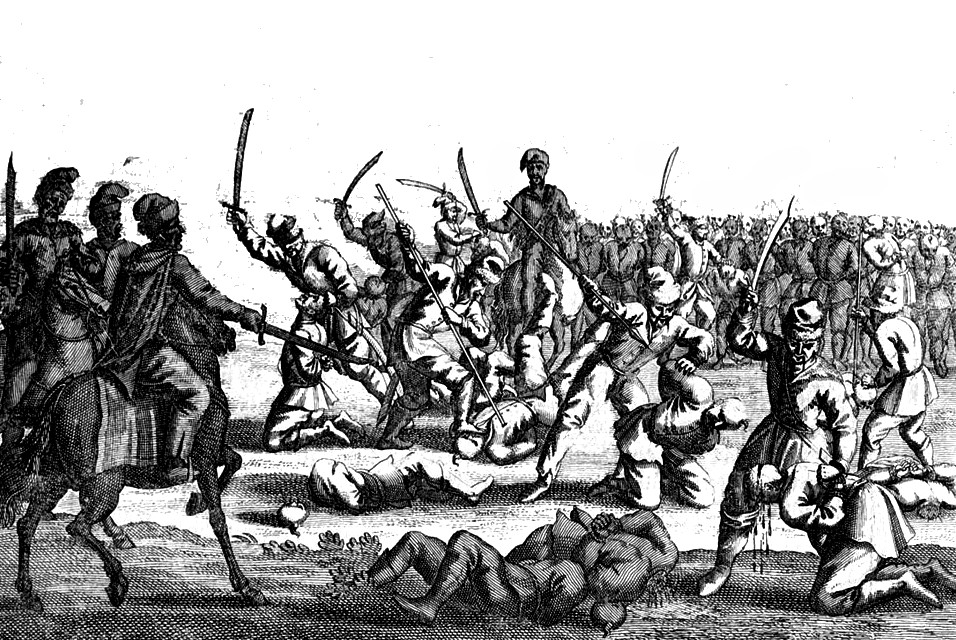
Bătălia de la Korsun

În 1648, revolta cazacilor, care s-a dezvoltat într-un adevărat război de independență, care a fost semnalul a ceea ce istoriografia poloneză numește  „Potopul”, în fapt începutul declinului uniunii polono-lituaniene. Tânărul stat al cazacilor, care poate fi considerat precursorul statului ucrainean contemporan, (Armata Zaporijiană) era prins între trei dușmani potențiali: în sud, Imperiul Otoman și aliatul lor Hanatul Crimeii, în vest, Rzeczpospolita și în răsărit,  Rusia, (care se înscrisese pe o traiectorie ascendentă, de transformare într-o mare putere europeană). Tânărul stat ucrainean, după un război sângeros cu Polonia, a căutat să se pună sub protecția Rusiei prin semnarea unui tratat în 1654, Tratatul de la Pereiaslav, prin care cazacilor le era recunoscută autonomia internă. Polonezii au încercat să ajungă la un compromis cu ucrainenii prin semnarea Tratatului de la Hadiaci în 1658, dar după o perioadă de aproape trei decenii de războaie, prevederile acestei înțelegeri au fost suspendate de Tratatul de la Andrusovo, care împărțea teritoriul ucrainean între Polonia și Rusia. La început, cazacii au reușit să-și păstreze statutul de autonomie în cadrul Hetmanatului. De asemenea, ei au reușit să mențină o formă statal semi-independentă – Zaporijia – și o colonie la frontiera Rusiei, Slobidska Ukraina.

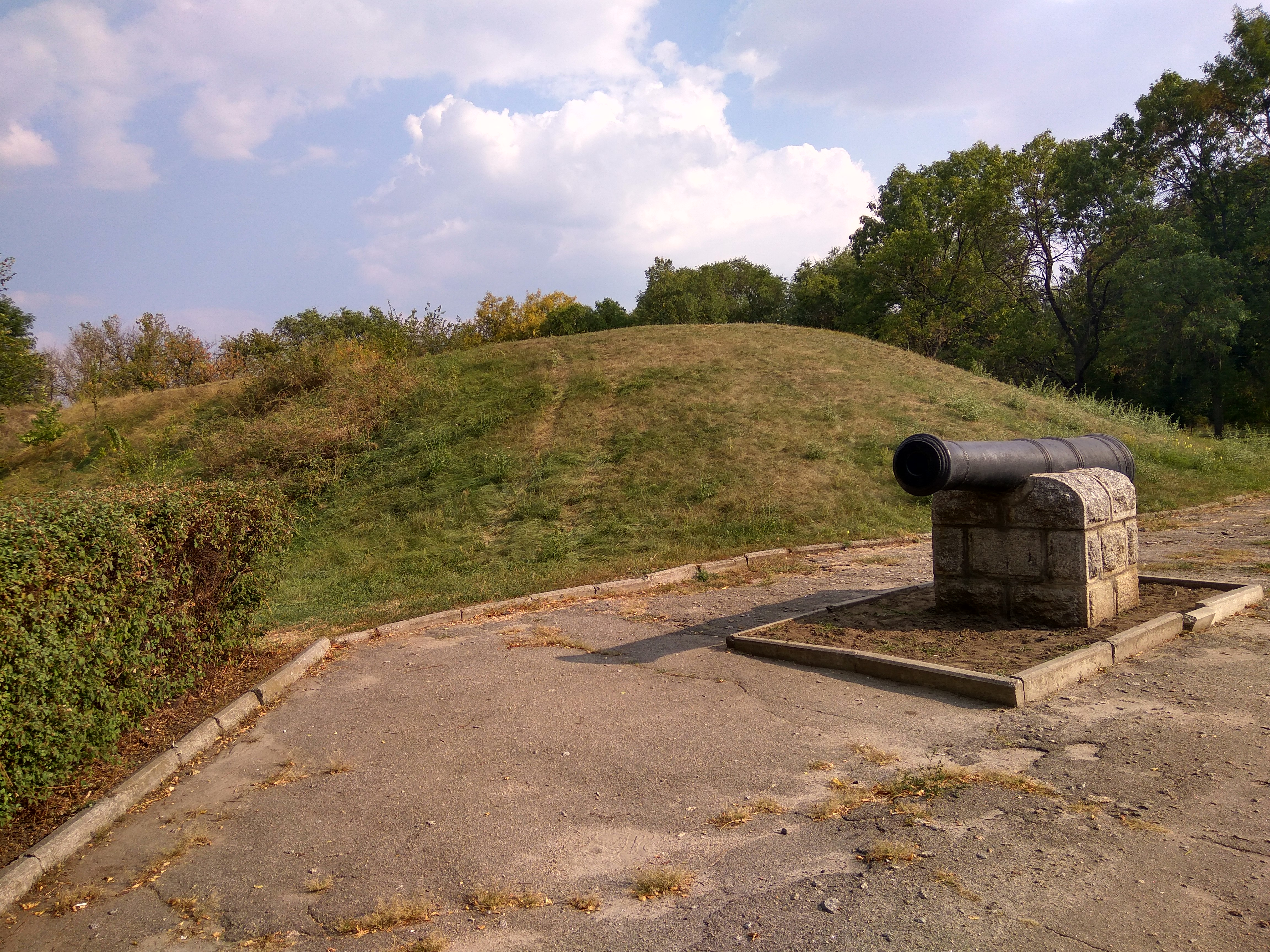
Unul dintre tunurile cetății Sfânta Elisabeta, de unde au ieșit trupele care au distrus Siciul

În 1775, o armată rusă de 100.000 de oameni care mărșăluia din Cetatea Sfânta Elisabeta a distrus Siciul Zaporojean, ultimul centru al cazacilor ucraineni   .

## Imperiul Rus și Austro-Ungaria

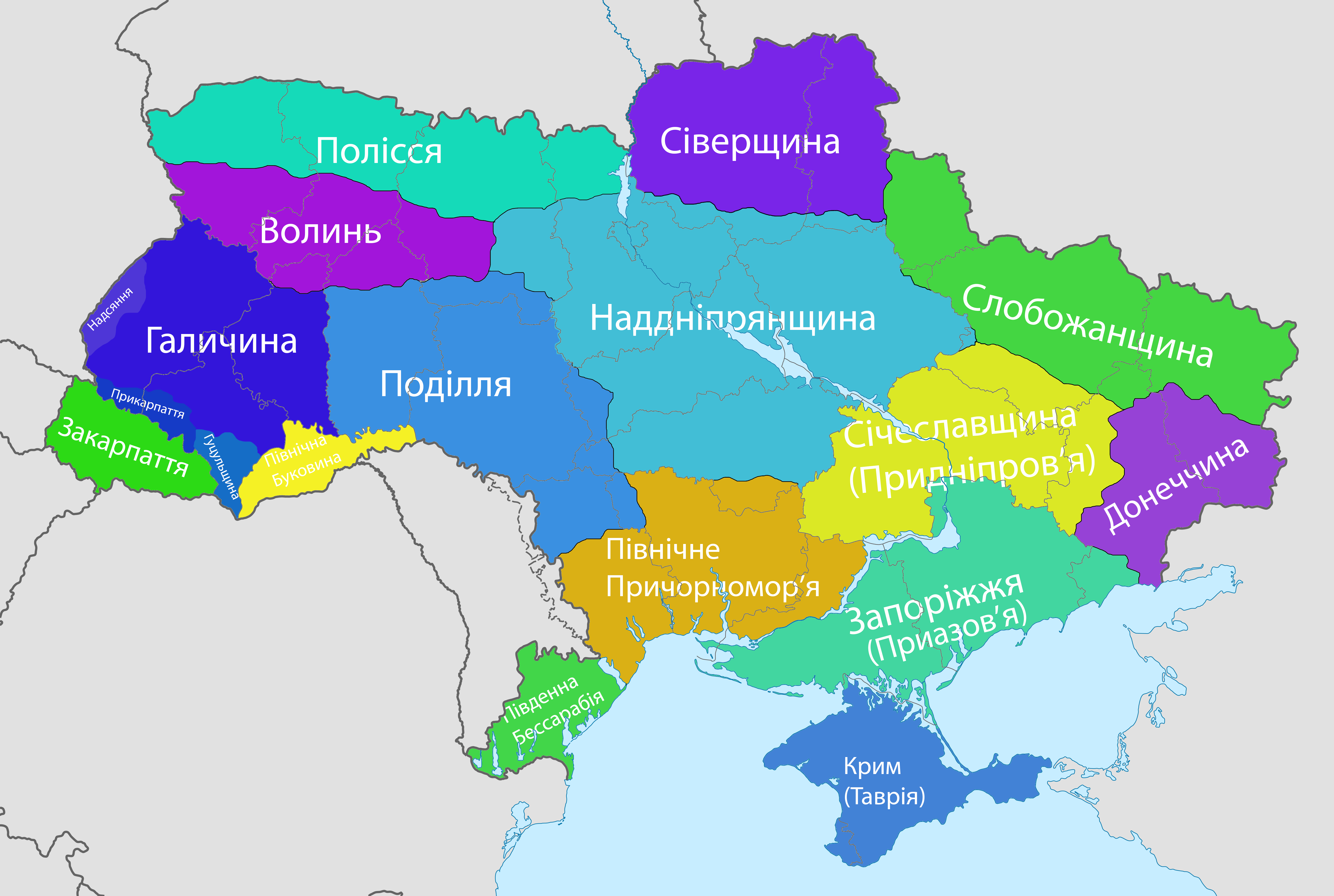
Regiunile istorice tradiționale din Ucraina, suprapuse peste harta Ucrainei contemporane.

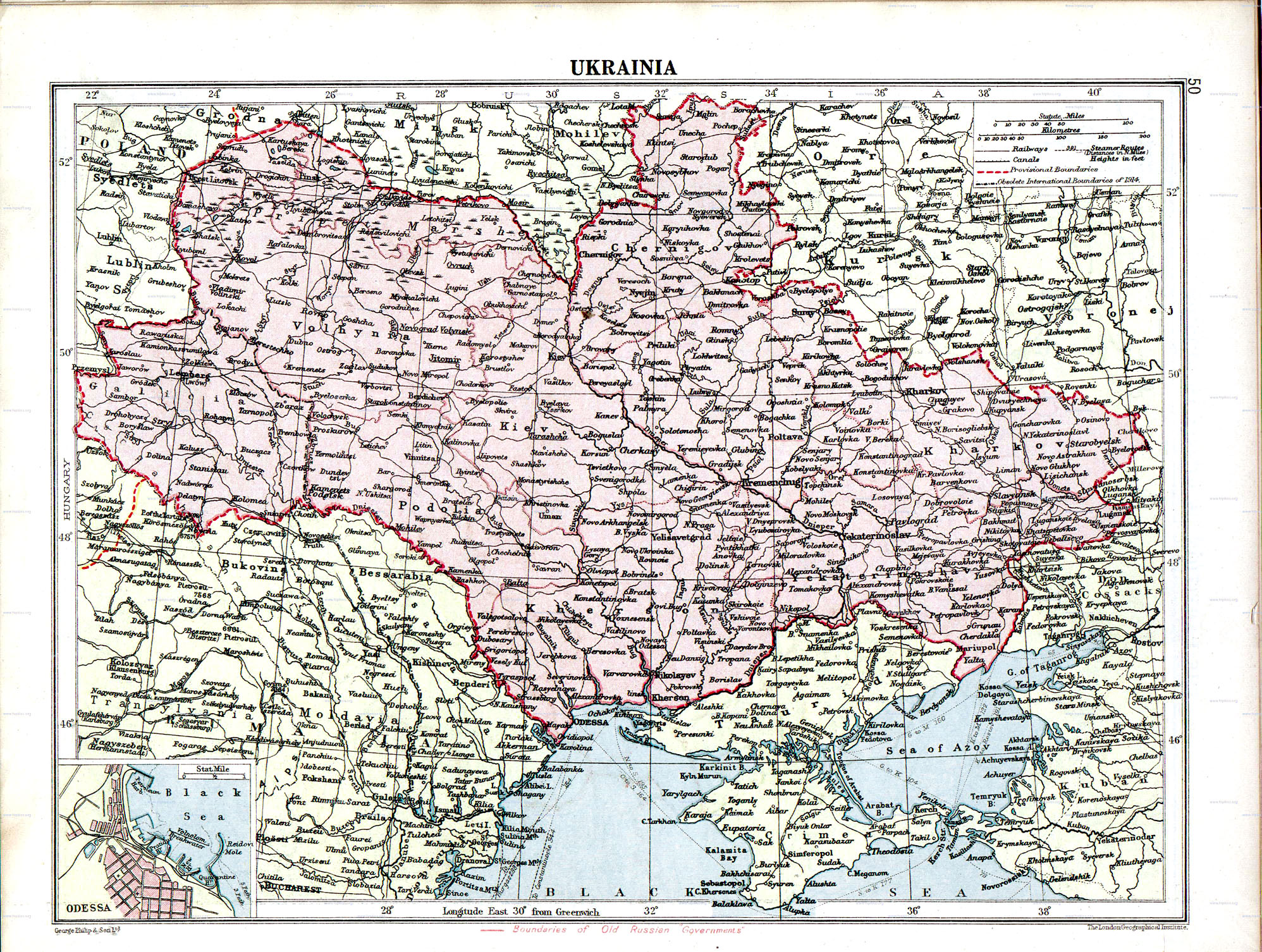
Ucraina și granițele sale provizorii în 1919

Guvernarea directă a țarilor a înlocuit treptat, de-a lungul a mai multor decenii,  statutul de autonomie al Ucrainei. După Împărțirile Poloniei din 1772, 1793 și 1795, Galiția a trecut sub administrația Imperiului Habsburgic, restul Ucrainei revenind Rusiei. Ca urmare a unui lung șir de războaie cu Imperiul Otoman, turcii și aliații lor tătari au fost alungați din sudul Ucrainei. În același timp, Ungaria a păstrat controlul asupra zonei Transcarpatia.
Intelectualii ucraineni au fost însuflețiți de vântul naționalist care bătea prin toată Europa, în care naționalitățile asuprite visau să se elibereze de sub dominația marilor imperii. Tradițiile și limba ucrainene au trecut printr-o perioadă de redescoperire și revigorare. Autoritățile ruse se temeau însă de posibilitățile apariției unor tendințe separatiste și au impus limite în cale dezvoltării culturii ucrainene, ajungând până la interzicerea studierii și folosirii limbii ucrainene. Unii dintre intelectualii ucraineni au devenit artiști de frunte ai Imperiului Rus. Poate printre cei mai cunoscuți se număra Nikolai Gogol, care este considerat unul dintre marii scriitori ruși.
Soarta ucrainenilor a fost diferită în Austro-Ungaria, unde ei s-au regăsit într-o poziție avantajoasă în lupta pentru putere dintre imperiile austriac și rus în Europa Centrală și de Sud. Spre deosebire de situația din Imperiul Rus, cea mai mare parte a elitei politice din Galiția era de origine austriacă sau poloneză, rutenii fiind aproape în totalitate membrii ai clasei țărănești. Atitudinea rusofilă a ucrainenilor din Austro-Ungaria a evoluat treptat în ucrainofilie. Ucrainenii rusofili au fost arestați odată cu izbucnirea primei conflagrații mondiale și închiși la Talerhof, unde mulți dintre ei au fost uciși.

## Primul Război Mondial, revoluțiile și urmările războiului
Primul Război Mondial și seria de revoluții din Europa, printre acestea numărându-se Revoluția din Octombrie, au zguduit marile imperii europene. Între 1917 și 1918 au apărut mai multe republici ucrainene, care s-au bucurat pentru scurte perioade de timp de independență. (Republica Populară Ucraineană, Republica Populară a Ucrainei Occidentale și câteva  „republici roșii ucrainene”).
Teritoriul Ucrainei a fost teatrul de luptă al armatelor Imperiului German, Austro-Ungre, a Armatei Roșii bolșevice, a  „albilor” lui Denikin, a celei poloneze și a anarhiștilor lui Nestor Mahno.
Încercările ucrainenilor de obținere și păstrare a independenței au fost zădărnicite de o serie de evenimente. Primul a fost înfrângerea suferită în timpul războiului cu Polonia. În 1920, liderii polonez Józef Piłsudski și ucrainean Simon Petlura au semnat  tratatul de la Varșovia din 1920, prin care s-a încercat alungarea bolșevicilor din Ucraina în timpul Operațiunii „Kiev”. Nu numai că polono-ucrainenii nu au reușit să înfrângă Gărzile Roșii, dar Polonia s-a găsit în fața primejdiei dispariției de pe harta polică. În timpul noului conflict polono-sovietic, obiectivele lui Piłsudski s-au modificat radical, lucru consfințit de prevederile Tratatului de pace de la Riga, semnat în martie 1921. Ca urmare a acestui tratat, teritoriile ucrainene de la vest de râul Zbruci au fost încorporate în A doua Republică Poloneză, iar restul a devenit parte a URSS-ului ca RSS Ucraineană.

## Perioada interbelică

### Ucraina sovietică

Drapelul RSS Ucraineană

Ideea națională ucraineană nu doar că a supraviețuit în perioada interbelică, dar s-a răspândit și întărit și în teritoriile din est și sudul nou înființatei RSS Ucrainene, teritorii locuite de o populație mixtă din punct de vedere etnic. Cultura ucraineană s-a bucurat de o perioadă de renaștere datorată politicii permisive a bolșevicilor de până la jumătatea deceniului al patrulea cunoscute cu numele de   „indigenizare”. În această perioadă a fost pusă în aplicare un program impresionant de ucrainizare. Dezvoltarea rapidă a sistemului de învățământ în limba ucraineană a dus o creștere spectaculoasă a gradului de alfabetizare a ucrainenilor, în special în regiunile rurale. Odată cu acest proces a avut loc o masivă migrație a populației rurale spre orașe, care au suferit la rândul lor un proces profund de ucrainizare, atât din punct de vedere al compoziției etnice cât și din punct de vedere cultural. A avut loc o adevărată explozie culturală, apărând noi edituri și publicații în limba ucraineană.

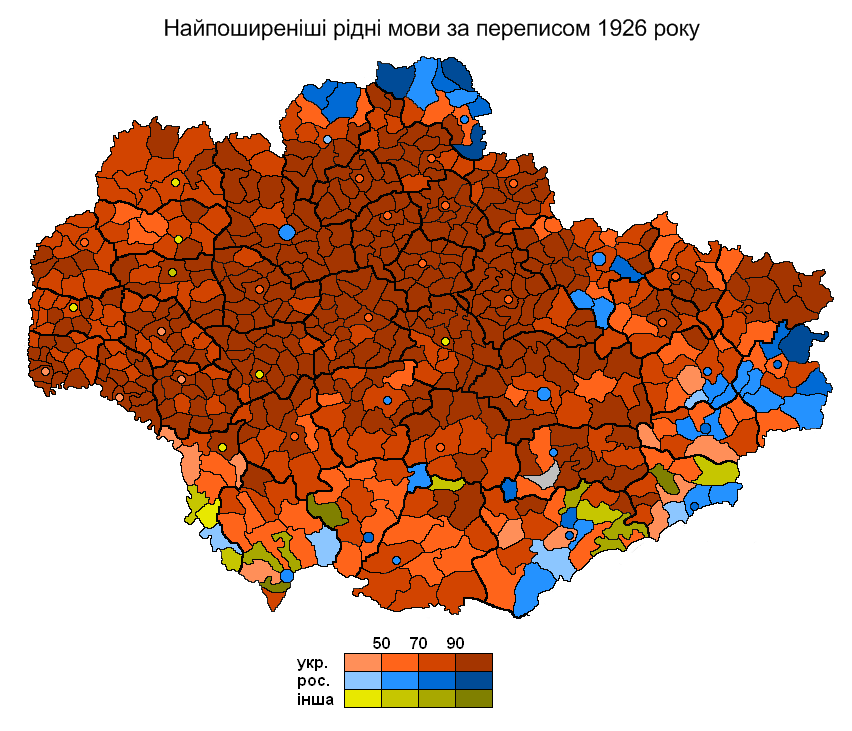
Limbile din RSS Ucraineană conform recensământului din 1926.

Folosirea limbii ucrainene a fost încurajată la toate nivelurile, de la locul de muncă la guvernul de la Kiev, iar recrutarea cadrelor de conducere a fost o parte integrantă a „indigenizării”. Dacă, la începuturile existenței RSS Ucrainene, cea mai mare parte a aparatului de conducere de stat era compus din persoane rusofone, spre sfârșitul deceniului al treilea, peste jumătate dintre cadrele de conducere ale partidului erau ucraineni. Acest proces a primit un impuls important prin admiterea în cadrul Partidului Comunist al RSS Ucrainene a membrilor partidului ucrainean borotbistilor, un partid independentist și nebolșevic.
În ciuda campaniei sovietice antireligioase, a fost înființată biserica ortodoxă națională autocefală ucraineană. Bolșevicii au considerat la începutul guvernării lor că biserica ucraineană este folositoare în lupta împotriva monopolului Bisericii Ortodoxe Ruse,  privite cu neîncredere de regim, ca instituție fundamentală a Imperiului Rus. Profitând de aceste circumstanțe, biserica ortodoxă ucrainenă a prosperat pentru o perioadă de timp, câștigând un mare număr de aderenți, în special în rândurile țărănimii ucrainene. 

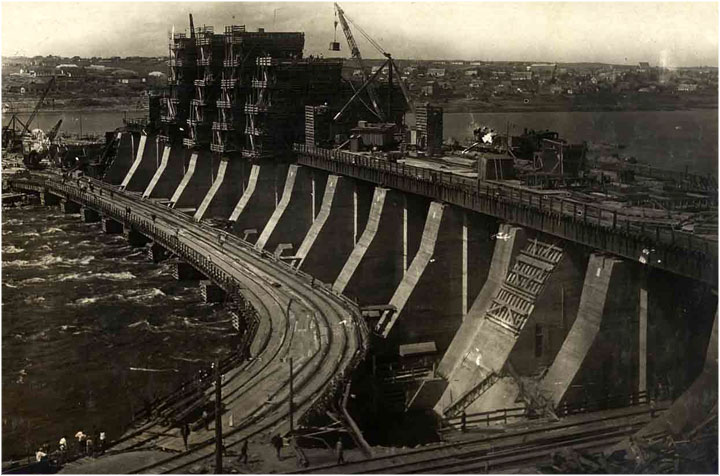
Centrala hidroenergetică de pe Nipru, unul dintre simbolurile industrializării Ucrainei, fotografie din 1934

Oameni murind de foame în stradă la Harkiv în timpul „Holodomorului”, fotografie din 1934

Schimbarea politicilor economice sovietice prin adoptarea ideii industrializării rapide a fost marcată de introducerea de către I. V. Stalin a primului plan cincinal („piatiletka”). Industrializarea a adus transformări sociale și economice dramatice în societatea tradițională agricolă ucraineană. În timpul primului plan cincinal, producția industrială a Ucrainei a crescut de patru ori. Industrializarea a avut ca rezultat și o migrația masivă țăranilor spre orașe. Procentul populației urbane a crescut în Ucraina de la 19% la 34%.
Țăranii, care reprezentau din punct de vedere demografic coloana vertebrală a națiunii ucrainene, au plătit un preț mare în timpul industrializării socialiste. Pentru satisfacerea nevoii crescute de alimente și pentru finanțarea industrializării, Stalin a declanșat programul de colectivizare a agriculturii. Colectivizarea a afectat profund Ucraina, considerată „grânarul URSS-ului”. La sfârșitul celui de-al treilea deceniu și începutul celui de-al patrulea, statul a hotărât ca pământurile și animalele țăranilor să fie organizate în ferme agricole colective. Sovieticii au aplicat forțat politica de colectivizare începând cu anul 1929, folosind trupele regulate și poliția secretă pentru confiscarea terenurilor, animalelor și clădirilor necesare înființării noilor ferme colective.
O bună parte a țăranilor ucraineni a opus rezistență politicilor guvernamentale în domeniul agricol, de exemplu prin sacrificarea animalelor destinate formării turmelor colective. Țăranii înstăriți au fost etichetați drept „culaci”, inamici ai poporului. Mai multe zeci de mii de țărani oponenți ai regimului au fost executați, iar aproximativ 100.000 de familii au fost deportate în Siberia și Kazahstan.
Colectivizarea forțată a avut un efect devastator asupra productivității agricole. În ciuda acestei realități, guvernul sovietic a crescut cu 44% cotele obligatorii de producție ale Ucrainei, în ciuda faptului că era evident că nu pot fi îndeplinite. Legile sovietice prevedeau că țăranii colectiviști nu pot să-și primească produsele agricole cuvenite decât după achitarea cotelor către stat. Autoritățile au colectat în unele cazuri cantități atât de mari de cereale din hambarele fermelor colective, încât foametea a devenit un fenomen răspândit la nivel național.
| Anul | Producția | Colectări | Rămas la populație | Colectare fața de producție, în procente |
| ---- | --------- | --------- | ------------------ | ---------------------------------------- |
| 1930 | 73-77     | 22,1      | 51,0-55,0          | 30,2-28,7                                |
| 1931 | 57-65     | 22,8      | 34,0-43,0          | 40,0-35,1                                |
| 1932 | 55-60     | 18,5      | 36,5-41,5          | 33,6-30,8                                |
| 1933 | 70-77     | 22,7      | 47,3-54,3          | 32,4-29,5                                |

Numărul exact de ucraineni uciși de foamete și în timpul represiunilor staliniste rămâne necunoscut până în zilele noastre. Arhivele KGB și lucrările recente ale istoricilor ruși apreciază la aproximativ șapte milioane numărul victimelor din această perioadă. Istoricii ucraineni au estimează că au existat în jur de nouă milioane de victime, sau chiar mai mult.
Estimările cu privire la  se bazează de exemplu pe cercetarea ratei sporului natural în Ucraina, așa cum reiese din statisticile sovietice declasificate. Acestea  arată o scădere cu 538.000 de oameni a populației RSS Ucrainene, comparând rezultatele recensământului din 1926 (28.925.976) și a celui din 1937 (28.388.000). Numărul de nașteri și de decese (în mii de persoane), în conformitate cu aceste înregistrări declasificate, este:
| Ani  | Nașteri   | Decese    | Spor natural |
| ---- | --------- | --------- | ------------ |
| 1927 | 1.184.000 | 523.000   | 662.000      |
| 1928 | 1.139.000 | 496.000   | 643.000      |
| 1929 | 1.081.000 | 539.000   | 542.000      |
| 1930 | 1.023.000 | 536.000   | 485.000      |
| 1931 | 975.000   | 515.000   | 460.000      |
| 1932 | 982.000   | 668.000   | 114.000      |
| 1933 | 471.000   | 1.850.000 | -1.379.000   |
| 1934 | 571.000   | 483.000   | 88.000       |
| 1935 | 759.000   | 342.000   | 417.000      |
| 1936 | 895.000   | 361.000   | 534.000      |

Uniunea Sovietică a cenzurat orice informație cu privire la acest genocid, dar spre sfârșitul deceniului al nouălea, a admis doar că au existat anumite greutăți datorate sabotajului culacilor și a condițiilor meteo-agricole potrivnice.
Perioada industrializării și colectivizării a coincis cu o vastă campaniei împotriva „deviațiilor naționaliste”, care s-a tradus în Ucraina printr-un atac fățiș împotriva elitelor politice și culturale. Primul val de epurări a fost declanșat în perioada 1929 – 1934 și a vizat generația veteranilor revoluționari bolșevici, printre care se aflau și sprijinitorii politicii de indigenizare. Următorul val al epuărilor din 1936 – 1938 a eliminat cea mai mare parte a noii generații de politicieni sovietici, care ocupaseră locurile lăsate libere de veteranii bolșevici. În locul liderilor politici epurați originari din Ucraina au fost trimiși activiști originari din RSFS Rusă, care la rândul lor suferiseră de pe urma politicii staliniste de „rotație a cadrelor” sau de epurare. Odată cu stoparea politicii de indigenizare în 1931, a fost declanșată rusificarea tuturor sectoarelor vieții ucrainene. Aproximativ 80% din elita culturală ucraineană (intelectuali, scriitori, artiști și clerici) au fost „eliminați”, executați sau închiși în deceniul următor. Campania împotriva Bisericii Ucrainene autocefale a culminat cu lichidarea ei î 1930, parohiile rămase după arestarea a numeroși preoți ucraineni fiind supuse direct Patriarhiei Ruse.

### Galiția și Volânia în timpul administrației poloneze

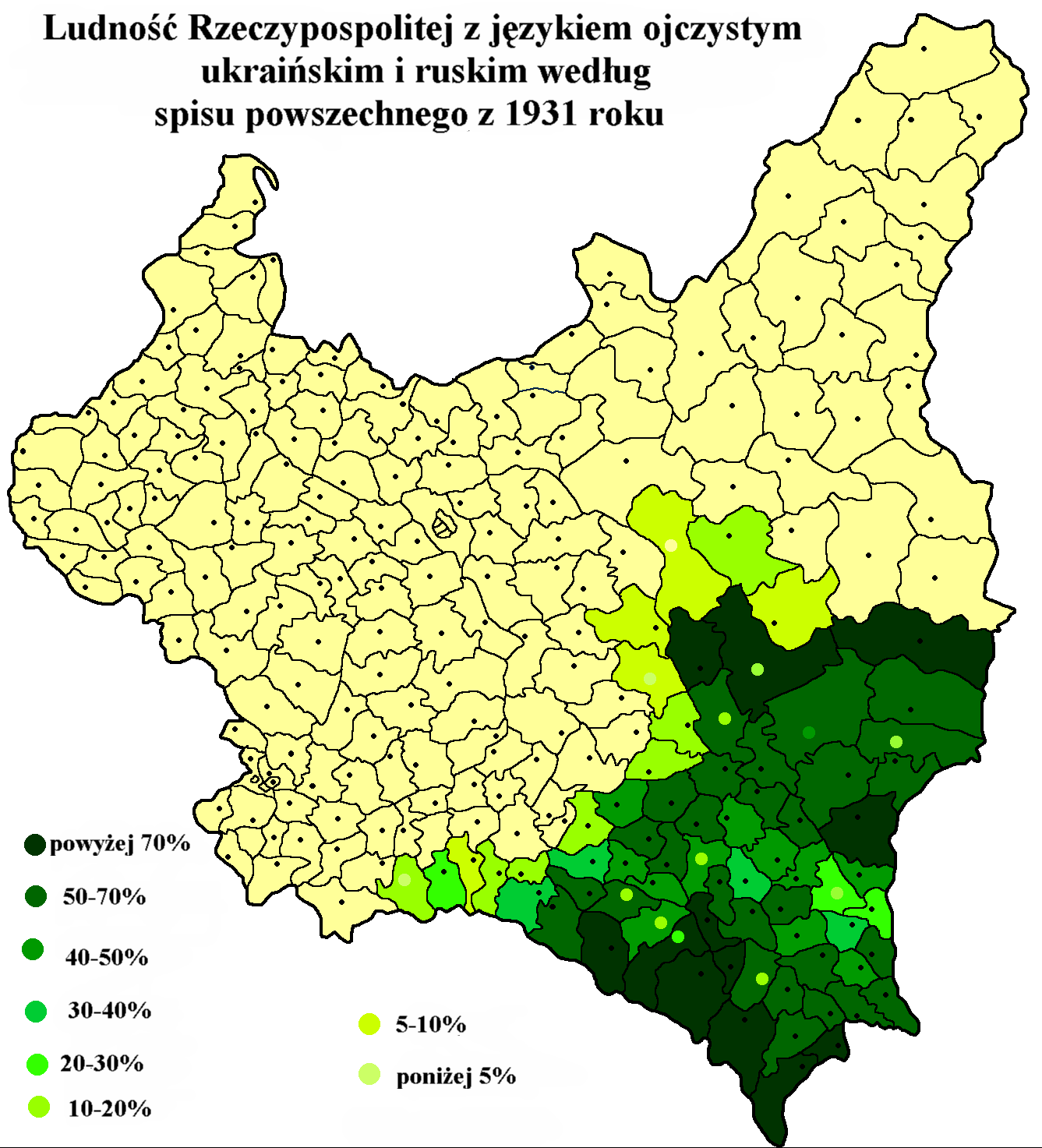
Populația vorbitoare de limba ucraineană în Republica Polonă conform recensământului din 1931

După încheierea luptelor primei conflagrații mondiale, partea estică a fostei provicii austro-ungare Galiția și o parte a Volâniei, care făcuse parte din Imperiul Rus, a devenit teatru de lupte în timpul războiului polono-sovietic. Ucrainenii considerau că aceste teritorii le aparțin de drept, de vreme ce ei formau majoritatea populației, (cu excepția orașelor mari, precum Liovul), în timp ce polonezii vedeau aceste provincii din moștenirea istorică a statului polono-lituanian. Războiul a fost câștigat de polonezi, iar drepturile lor asupra acestor teritorii au fost recunoscute de sovietici după semnarea în 1921 a Tratatului de pace de la Riga.
Galiția răsăriteană a fost împărțită în timpul perioadei interbelice în trei voievodate, (Lwów, Stanisławów și Tarnopol), iar în Volânia a fost creat un singur voievodat. Majoritatea ucraineană a suferit dominația autorităților poloneze, iar conflictele interetnice au cunoscut o escaladare deosebită în deceniul al patrulea, în mare parte datorită acțiunilor teroriste ale Organizației Naționaliștilor Ucraineni. Tensiunile au fost sporite și de sosirea în regiune a mii de „osadniki” (coloniști polonezi), care au fost împropietăriți în special în zonele rurale ale Volâniei.
Administrația poloneză din aceste provincii a încetat în 1939, când, după succesul atacului german împotriva Poloniei, unitățile Armatei Roșii au ocupat fără împotrivire Galiția răsăriteană și Volânia, inclusiv orașul Lviv. Ambele regiuni au devenit parte același an, după alegerile pentru sovietele din Ucraina occidentală și Belarusia occidentală, parte integrantă a Uniunii Sovietice.

## Al Doilea Război Mondial

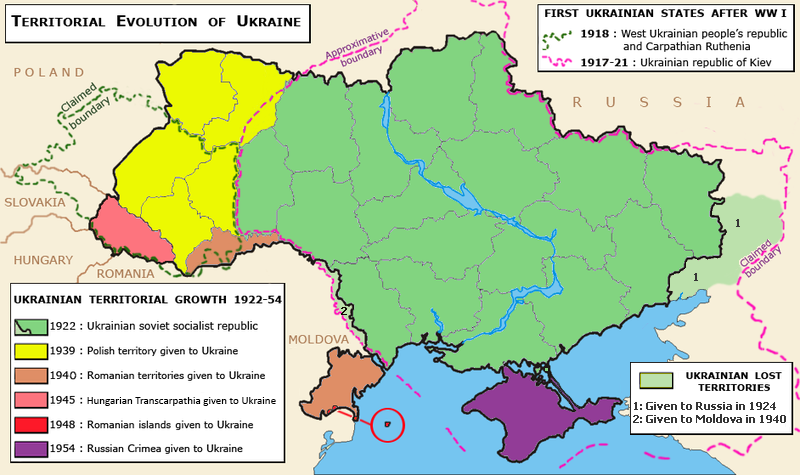
Evoluția teritorială a Ucrainei moderne.

După semnarea Pactului Ribbentrop-Molotov, armatele Germaniei Naziste (1 septembrie 1939) și Uniunii Sovietice (17 septembrie 1939) au invadat Polonia. Teritoriul polonez a fost împărțit între cele două puteri invadatoare, Galiția și Volâna revenind sovieticilor. După capitularea Franței în fața Germaniei, România, în fața utlimatumului sovietic, a cedat fără luptă Basarabia și nordul Bucovinei în iunie 1940. RSS Ucraineană a luat în stăpânire nordul și sudul Basarabiei și nordul Bucovinei, dar a cedat o fâșie de-a lungul Nistrului noii formate RSS Modovenești. Toate aceste câștiguri teritoriale, plus Transcarpatia aveau să fie recunoscute la sfârșitul războiului prin semnarea Tratatul de pace de la Paris din 1947.
În momentul în care Germania Nazistă și aliații săi au declanșat Operațiunea Barbarossa în 1941, numeroși polonezi și ucraineni, sătui de cei doi ani de dominați draconică sovietică, i-au primit pe invadatori ca pe niște eliberatori. Activiștii naționaliști ucraineni au considerat că momentul este propice pentru instaurarea unui stat ucrainean independent. La începutul războiului, germanii i-au încurajat într-o oarecare măsură pe naționaliștii ucraineni, făcând promisiuni pentru proclamarea unei „Ucraine Mari”, în încercarea de a folosi sentimentele antisovietice, antipoloneze și antievreiești. A fost înființată o poliție auxiliară ucraineană și o unitate ucraineană în cadrul Waffen SS. Până în cele din urmă, după perioada inițială de toleranță limitată, atitudinea autorităților germane de ocupație s-a modificat brusc, iar mișcările naționaliste ucrainene au fost zdrobite în mod brutal.
Cei mai mulți ucraineni însă au opus rezistență ocupației germane încă de la începutul invaziei, organizând o vastă rețea de unități de partizani, care au acționat pe tot întinsul Ucrainei. Elementele naționaliste ucrainene au format Armata Insurecțională care a luptat atât împotriva germanilor, cât și împotriva sovieticilor, românilor, slovacilor și polonezilor. Luptătorii Aramtei Insurecționale Ucrainene au reușit să continue lupta împotriva autorităților sovietice până în deceniul al șaselea.
Administratorii naziști ai teritoriilor sovietice ocupate nu au făcut nicio încercare să exploateze nemulțumirile populației locale față de abordările politice și economice sovietice. Mai mult decât atât, naziștii au păstrat sistemul fermelor coective, au deportat numeroși tineri ucraineni la muncă forțată în Germania și au declanșat genocidul împotriva evreilor. Lupta partizanilor ucraineni a adus o contribuție importantă la victoria Armatei Roșii împotriva germanilor.

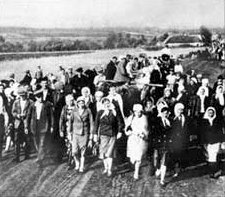
Ucraineni din regiunea Cerkasî deportați la muncă obligatorie în Germania, 1942

Pierderile totale din rândul civililor ucraineni în timpul ocupației naziste sunt estimate la aproximativ șapte milioane de oameni, din care cam un milion de evrei uciși de Einsatzgruppen.
Numeroși civili au căzut victime ale abuzurilor, muncii forțate sau a represaliilor ca urmare a atacurilor partizanilor împotriva germanilor. Din rândul celor unsprezece milioane de soldați ai Armatei Roșii, aproximativ un sfert au fost etnici ucraineni. Ucrainenii au participat la unele dintre cele mai mari bătălii ale celui de-al Doilea Război Mondial precum încecuirea de la Kiev din 1941 (capitala Ucrainei avea să fie proclamată Oraș Erou la sfârșitul războiului), unde peste 660.000 de soldați sovietici au căzut prizonieri, asediul Odesei sau forțarea Niprului din 1943.

## Perioada postbelică

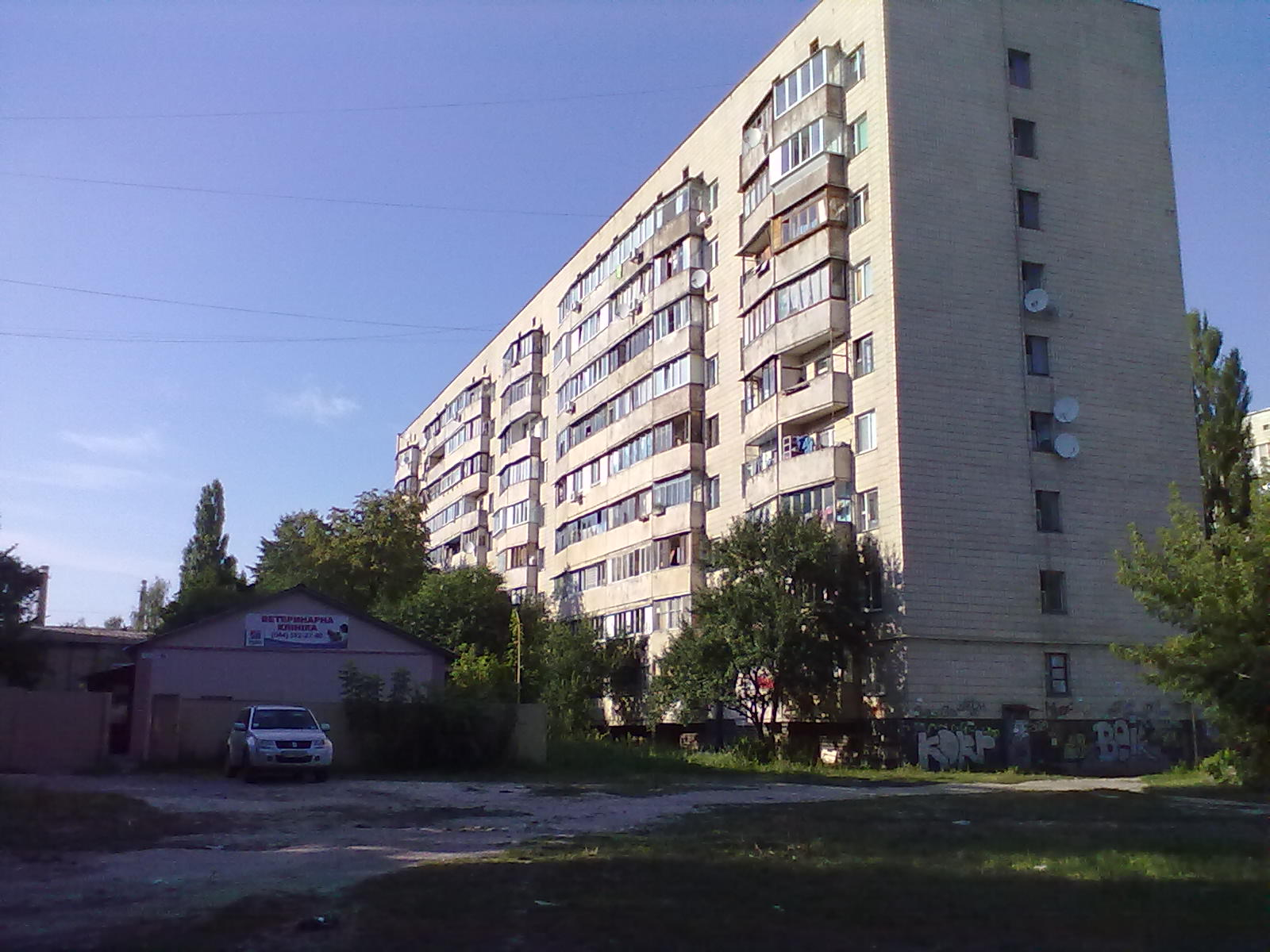
Clădire rezidențială lângă școala nr. 67 pe str. Eroilor din Sevastopol, Kiev

În primele decenii după încheierea războiului, RSS Ucraineană nu număi că a depășit toate nivelurile producției industriale interbelice, dar a devenit vârful de lance al puterii sovietice. În Ucraina au fost construite unele dintre cele mai importante unități ale complexului industrialo-militar și numeroase institute de cercetare științifică și tehnologică. Ucraina a fost de asemenea transformată într-un avanpost al puterii militare sovietice în timpul Războiului Rece, teritoriul național fiind împânzit de baze militare dotate cu cele mai moderne arme, inclusiv cu rachete balistice intercontinentale.
Rolul important căpătat de Ucraina în cadrul Uniunii Sovietice a avut o influență majoră asupra elitelor locale. Numeroși lideri sovietici au fost originari din Ucraina, cei mai cunoscuți fiind  Nikita Hrușciov și Leonid Brejnev. De asemenea, numeroși sportivi, oameni de știință și artiști sovietici erau originari din Ucraina. În 1954, Crimeea, care până atunci fusese regiune a RSFS Ruse, a fost transferată sub administrația Ucrainei.
Economia Ucrainei sovietice a fost dominată de ramuri industriale precum extragerea cărbunelui, minererului de fier, metalurgiei, industria chimică sau producătoare de energie electrică. Regiunile stepei cazacilor zaporijieni au fost transformate în zone puternic industrializate, iar acest proces a avut un impact puternic asupra mediului și sănătății locuitorilor. Cursul vijelios al Niprului a fost regularizat prin intermediul unor ample lucrări hidroenergetice.
Producția celor mai moderne intreprinderi industriale ucrainene a fost subordonată nevoilor militare, dar producția de bunurilor de larg consum a fost în cea mai mare parte neglijată, înregistrând niveluri inferioare față de țările din blocul răsăritean. Economia planficată în mod rigid a dus la apariția pieței negre și a corupției în domeniul comercializării  bunurilor de larg consum.
Orașul Prîpeat‎‎ a fost teatrul dezastrului de la Cernobîl din 26 aprilie 1986, când un reactor al centralei nucleare a explodat. Accidentul nuclear a contaminat o zonă întinsă din nordul Ucrainei și regiuni din Belarus.

## Independența
Pe 21 ianuarie 1990, peste 300.000 de ucraineni  au organizat un lanț uman pentru rememorarea actului unirii din 1919 a Republicii Populare Ucrainene  și a Republicii Populare a Ucrainei Occidentale.
Ucraina și-a proclamat independența pe 24 august 1991, ca urmare a procesului de disoluție a Uniunii Sovietice și a devenit unul dintre membrii fondatori ai CSI. Cetățenii ucraineni au aprobat cu o majoritate copleșitoare referendumul cu privire la proclamarea independenței față de Uniunea Sovietică. Uniunea Sovietică a încetat să mai existe din punct de vedere oficial pe 25 decembrie 1991, iar independența Ucrainei a fost recunoscută pe plan internațional.
Istoria Ucrainei în perioada 1991 – 2004 a fost marcată de președinții Leonid Kravciuk și Leonid Kucima.  Aceasta a fost o perioadă de tranziție pentru Ucraina. În ciuda statutului de stat independent, Ucraina a menținut legături strânse cu fostele state sovietice, în principal cu Federația Rusă.
Pe 1 iunie 1996, Ucraina a renunțat la statutul ei de putere nucleară și a remis cele 1.900 de capete nucleare moștenite de la Uniunea Sovietică către Rusia. Ucraina a admis să renunțe la armele sale nucleare după semnarea „Memorandumului de la Budapesta cu privire la garanțiile de securitate” din ianuarie 2004.
Prima constituție postsovietică a fost adoptată pe 28 iunie 1996.
„Scandalul casetei” izbucnit în noiembrie 2000, când politicianul Olexandr Moroz l-a acuzat public pe președintele Kucima de implicare în mai multe crime, printre care răpirea jurnalistului Georghi R. Gongadze a fost un punct de cotitură în istoria recentă a Ucrainei. Leonid Kucima a anunțat în 2004 că nu va mai candida pentru un nou mandat. Principalii candidați la alegerile prezidențiale din 2004 au fost Viktor Ianukovici, primul ministru în funcție la acea dată, sprijinit de Kucima și de Rusia, care milita pentru strângerea relațiilor cu Federația Rusă, și  Viktor Iușcenko, care dorea ca țara sa să se apropie de Occident și Uniunea Europeană. Deși într-o primă fază, Ianukovici a fost proclamat câștigătorul alegerilor, Iușcenko și sprijinitorii lui au acuzat organizarea fraudării alegerilor de către guvern, în special în estul țării. Criza politică care a izbucnit a dus la declașarea Revoluției Portocalii, iar Curtea Supremă a Ucrainei a invalidat alegerile. Viktor Iușcenko a câștigat al doilea scrutin organizat pentru cea mai înaltă funcție a Ucrainei, iar Viktor Ianukovici a demisionat, iar cabinetul numit de el a fost demis pe 5 ianuarie 2005.
În martie 2006 au avut loc alegeri parlamentare, iar trei luni mai târziu s-a format un guvern de coaliție anti-criză. În această coaliție au intrat  „Partidul Regiunilor”, „Partidul Comunist Ucrainean” și „Partidul Socialist Ucrainean”. Mai târziu, socialiștii au schimbat tabăra, alăturându-se „Coaliției Portocalii”, formate din „Ucraina Noastră” și „Blocul Iulia Timoșenko”. Noua coaliție l-a nominalizat pe Victor Ianukovici pentru funcția de premier și pe socialistul Olexander Moroz pentru funcția de președinte al parlamentului.
Pe 2 aprilie 2007, președintele Iușcenko a dizolvat Parlamentul, după ce mai mulți membri ai partidului său au trecut în tabăra opoziției. Opoziția a declarat că dizolvarea parlamentului este neconstituțională. Atunci când parlamentarii opoziției au încercat să aducă problema în fața Curții Constituționale, președintele Iușcenko a demis trei dintre cei optusrpezece judecătorii acestei curți, acuzându-i de corupție.
Relațiile dintre Rusia și Ucraina au fost destul de încordate în mai multe rânduri. În anul 2005 a avut loc un conflict pe tema prețului gazelor naturale rusești tranzitate prin Ucraina, conflict care a afectat mai multe țări europene, dependente de importurile de gaze din Rusia. Un compromis a fost semnat pentru rezolvarea acestui conflict în ianuarie 2006.
La sfârșitul anului 2013, refuzul președintelui Ianukovici de a semna acordul de asociere la UE a scos în stradă mulți manifestanți din partea opoziției. Aceștia au cerut demisia șefului statutului și continuarea negocierilor privind aderarea la comunitatea europeană.
La Kiev, statuia lui Lenin, considerată simbol al supunerii față de fosta URSS, a fost distrusă și decapitată.Protestele au dus în cele din urmă la demiterea lui Ianukovici și preluarea interimatului funcției de către președintele de parlament Oleksandr Turcinov (22 februarie 2014).

### Istoriografia
Studiul științific al istoriei Ucrainei a început spre sfârșitul secolului al XIX-lea. Cei mai de seamă cercetători ai acestor începuturi au fost Volodimir Antonovici (1834–1908) și elevul său, Mihail Hrușevski (1866–1934). Ei au realizat pentru prima oară studii științifice complete bazate pe documentele din arhive, folosind tehnici de cercetare moderne și lansând teorii istorice pertinente. Cenzura guvernelor centrale, care au exercitat controlul asupra Ucrainei, (în special cel sovietic, dar de asemenea și cel țarist sau cel polonez), a făcut ca realizările acestor istorici să fie puțin cunoscute. De aceea, după 1920, cercetătorii din exil și-au adus o controbuție mult mai importantă la cunoașterea istoriei ucrainene decât cei din țară.
În Ucraina există patru școli istorice, care au o interpretare foarte diferită cu privire la istoria Rusiei Kievene: cea rusofilă, cea sovietofilă, cea est-slavică și cea ucrainofilă. Curentele rusofil și sovietofil au fost practic marginalizate în Ucraina independentă. Curentul ucrainofil a devenit dominant în secolul al XXI-lea. Această școală istorică a devenit dominantă în sistemul național de învățământ, în cel al forțelor de securitate, se reflectă în simbolurile și noile monumente naționale, și este considerat drept unul naționalist de cărtre istoricii occidentali. Școala est-slavică este un compromis eclectic între curentele ucrainofil și cel rusofil, are o bază simbolistică și ideologică mai slabă și este preferat de fostele elite politice ucrainene de centru.
În anii din urmă s-au încercat și abordări mai pragmatice ale istoriei ucrainene. Istoria Ucrainei este o istorie a unei populații multientine, iar istoricii acestui curent consideră Ucraina ca o zonă de graniță a diferitelor imperii. Studiile lor istorice plasează Ucraina în Euroasia, sau în Europa Central-Răsăriteană. Plokhy consideră (2007) că doar cercetând dincolo de istoria națională a Ucrainei se poate ajunge la o înțelegere mai completă a poporului țării și a regiunilor învecinate.
După 1991, rememorarea istoriei a fost o unealtă politică importantă în mobilizarea maselor și în legitimarea statului ucrainean postsovietic. Utilizarea selectivă a istoriei a dus la fracturi în societatea ucraineană. Ucraina nu a urmat tiparul restaurării statalității celorlalte state postsovietice, deși liderii ucraineni s-au străduit să creeze un cadru clar de existență a noului stat, punând accent pe biserica națională, represiunile erei sovietice, foametea din timpul lui Stalin sau colaboraționismul din timpul celui de-al doilea război mondial. Politica în domeniul identității naționale (care include tipărirea de cărți istorice și instituirea unor sărbători naționale) a rămas fragmentată și servește interesele diferite ale regiunilor Ucrainei.